# Cernay, Haut-Rhin

Cernay este o comună în departamentul Haut-Rhin din estul Franței. În 2009 avea o populație de 11.288 de locuitori.

## Evoluția populației
| An        | 1975  | 1982   | 1990   | 1999   | 2006   | 2009   |
| --------- | ----- | ------ | ------ | ------ | ------ | ------ |
| Populație | 9.342 | 10.208 | 10.313 | 10.446 | 10.752 | 11.288 |